# Hämnaren som gick över gränsen
Hämnaren som gick över gränsen (engelska: The Amateur) är en kanadensisk kriminalthrillerfilm från 1981 i regi av Charles Jarrott, samt skriven av Robert Littell och Diana Maddox. Filmen är baserad på Robert Littells roman med samma namn, som gavs ut under samma år som den släpptes. I rollerna syns John Savage, Christopher Plummer och Marthe Keller.

## Handling
Charles Heller arbetar som chifferexpert vid CIA i Washington. När hans flickvän mördas av terrorister vid en ambassadockupation i München försöker han förmå CIA att skipa rättvisa. Men CIA vägrar och hänvisar till att terroristerna nu befinner sig i Prag och att de står under beskydd av ryska KGB. Genom att hota med att avslöja en del skumraskaffärer, där CIA spelat en minst av allt hedersam roll, får Heller CIA att hjälpa honom att illegalt ta sig in i Tjeckoslovakien, där han med egen hand tänker utkräva hämnd.

## Rollista
| John Savage         | – Charles Heller  |
| Christopher Plummer | – Professor Lakos |
| Marthe Keller       | – Elisabeth       |
| Arthur Hill         | – Brewer          |
| Nicholas Campbell   | – Schräger        |
| George Coe          | – Rutledge        |
| Jan Rubeš           | – Kaplan          |
| John Marley         | – Molton          |
| Ed Lauter           | – Anderson        |